# سرحات فلسطينية
سرحات فلسطينية هو كتاب أدبي للكاتب رجا شحادة، صدر عام 2007 عن دار النهضة للنشر في مصر، يعرض الكتاب التحولات التي طرأت على فلسطين بفعل الإحتلال الإسرائيلي من خلال جولات الكاتب في الأراضي الفلسطينية ويكشف عن الأساليب الممنهجة التي إستخدمها الإحتلال للإستيلاء على الأرض وطمس الهوية الفلسطينية، ويسلط الضوء على الأكاذيب التي تُزرع في أذهان الشباب الإسرائيلين لتبرير هذه الممارسات.

## الملخص
يتحدث الكتاب عن ست سرديات تصف جولات الكاتب في الطبيعة الفلسطينية، ويسجل فيها التغيرات التي طرأت على المناظر الطبيعية الفلسطينية بسبب الإستيطان والجدران الإسمنتية التي أسسها الاحتلال. يركز على اثر سياسات الاحتلال في طمس الهوية الفلسطينية من خلال مصادرة الأراضي وتغيير معالمها، وفقدان الفلسطينيين لحرية الحركة والتنقل.

## الجوائز
- نالت الرواية جائزة اورويل البريطانية لعام 2008.[4]